# Louis d'Aurelle de Paladines
Louis Jean Baptiste d'Aurelle de Paladines (Le Malzieu-Ville, 9 de janeiro de 1804 — Versalhes, 16 de dezembro de 1877) foi um militar francês do século XIX, general de divisão e grã-cruz da Legião de Honra.

## Biografia
Aurelle nasceu em Malzieu, Lozère, e foi educado no Prytanée National Militaire, antes de entrar para a escola de formação de oficiais de Saint-Cyr, em  6 de outubro de 1822. Foi nomeado subtenente do 64.º Regimento de infantaria em 1 de outubro de 1824, tenente, em 26 de junho de 1830, e capitão adjunto em 30 de dezembro de 1834. Embarcou para a Argélia em setembro de 1841, e lutou lá até julho de 1848, foi promovido a tenente-coronel e oficial da Legião de Honra; participou das campanhas italianas de 1848 e 1849, antes de ser transferido para a guarnição em Paris. Em 30 de junho de 1849, foi promovido ao posto de coronel do 28.º Regimento de Infantaria em Cherbourg, e em 10 de março de 1850, substituiu o coronel Canrobert no comando do 4.º Regimento de zuavos em Argel.
Colocado à disposição do governador-geral da Argélia, participou em 1854, da Guerra da Crimeia como general de brigada, e em 21 de outubro, recebeu a cruz de comendador da Legião de Honra. Em 17 de marco de 1855, foi promovido a general de divisão. Durante a campanha na Lombardia, em 1859, comandou em Marselha, e supervisionou a distribuição de homens e o envio de víveres para os diferentes pontos do conflito. Em 28 de dezembro de 1859, após a guerra contra a Áustria, foi promovido à categoria de grande oficial da Legião de Honra, e em 28 de dezembro de 1868, a de grã-cruz. Passou em 15 de janeiro de 1870 para a reserva, ao atingir o limite máximo de idade.

## Guerra franco-prussiana

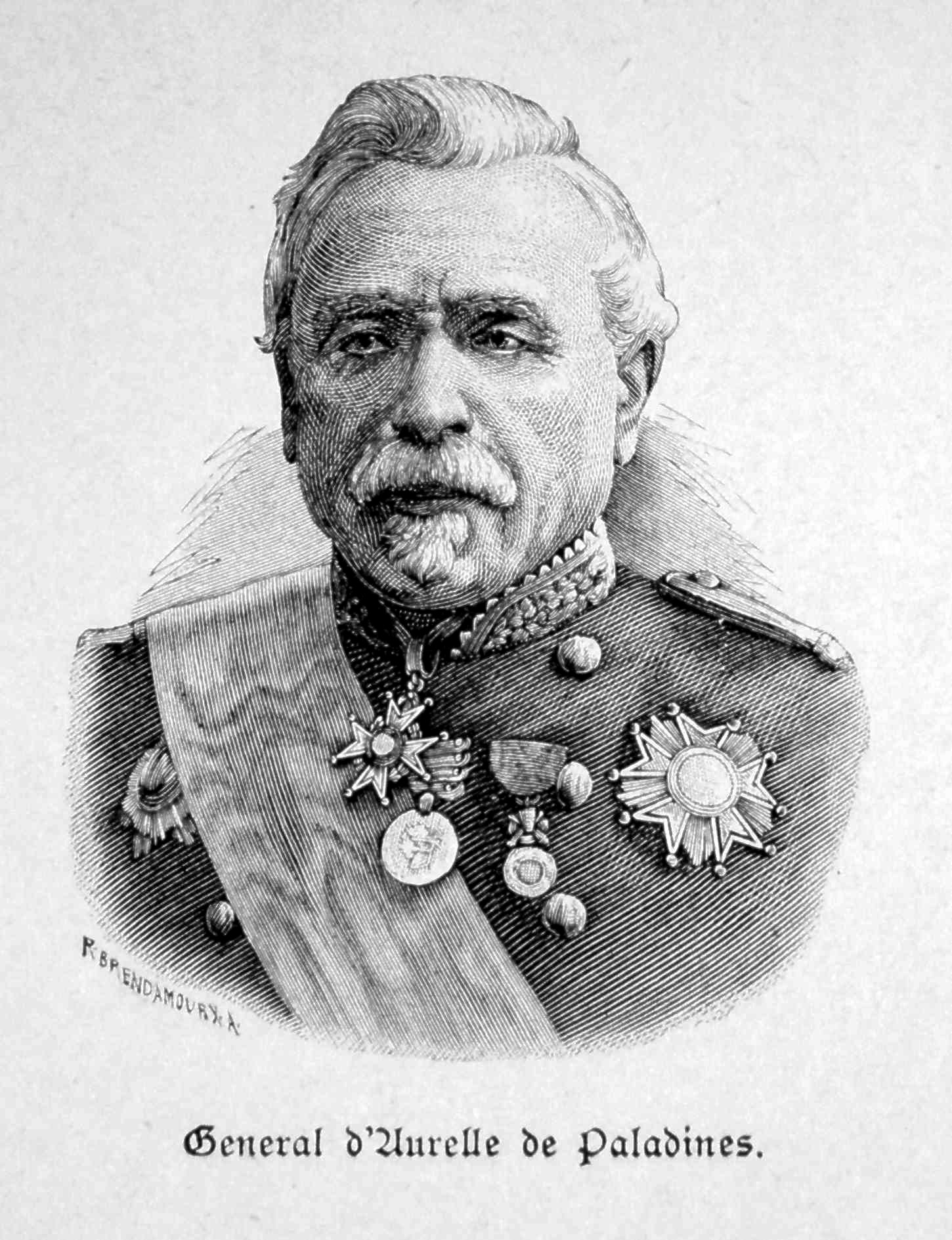
Retrato retirado de Krieg und Sieg 1870-71 (ed. Julius von Pflugk-Harttung, 1895-96)

Colocado na lista da reserva em 1869, Aurelle foi chamado de volta à atividade em 17 de agosto de 1870, no início da guerra contra a Alemanha, e foi lhe dado o comando da 7.ª Divisão, depois, em 23 de setembro, o alto comando da 15.ª, 16.ª e 18.ª divisões territoriais no Ocidente. Em 11 de outubro, foi lhe confiado o 11.º Corpo de Exército e o comando do Exército do Loire. Após a primeira tomada de Orleães pelos prussianos, Aurelle foi nomeado, pelo Governo da Defesa Nacional, em novembro de 1870, para o comando do Exército do Loire (apesar de suas convicções monarquistas e católicas). No início ele obteve grande sucesso contra o general Tann-Rathsamhausen, vencendo a Batalha de Coulmiers e obrigando os prussianos a evacuar Orleães, mas a capitulação de Metz liberou tropas alemãs que se juntaram para atacá-lo, e, depois de sua derrota na Batalha de Beaune-la-Rolande e subsequente fracasso perto de Orleães, que resultou na recaptura da cidade pelos prussianos em dezembro, Aurelle recuou para a Sologne e foi substituído.
A delegação de Tours do governo o colocou em disponibilidade em 7 de dezembro de 1870, por causa de suas opiniões políticas, bem como por seu fraco desempenho contra os alemães. Em 6 de março, nos dias que antecederam o início da Comuna de Paris, o governo de Adolphe Thiers o nomeou comandante da Guarda Nacional de Paris. Em 18 de março, início da revolta comunalista, ele se refugiou em Versalhes.

## Carreira política
Após o armistício, Aurelle foi eleito para a Assembleia Nacional pelos departamentos de Allier e Gironda. Representou Allier e foi um dos quinze oficiais escolhidos para auxiliar nas negociações de paz. Foi condecorado com a grã-cruz da Legião de Honra, e foi lhe dado o comando de Bordéus, mas se aposentou em 1872. Eleito senador vitalício em 1875, apoiou a maioria monarquista de 1876.
Faleceu em Versalhes, em dezembro de 1877.
Foi autor de La Première Armée de la Loire, publicado em 1872.

## Condecorações
- Legião de Honra[2] :
  - Cavaleiro (20 de dezembro de 1843), depois,
  - Oficial (25 de janeiro de 1846), depois,
  - Comendador (21 de outubro de 1854), depois,
  - Grande Oficial (28 de dezembro de 1859), depois,
  - Grã-cruz da Legião de Honra (28 de dezembro de 1868);
- Medalha Militar (13 de julho de 1871);